# Баас (просирийская фракция)
Ба́ас (просири́йская фра́кция) («воскресение» или «возрождение», араб. حزب البعث العربي الاشتراكي‎ / Hizb Al-Ba’ath Al-'Arabi Al-Ishtiraki) — сирийское региональное отделение партии Баас, возникшее после раскола 23 февраля 1966 года. Партия возглавляла сирийское правительство и являлась «партией власти» в этой стране. С 1970 по 2000 год партию возглавлял Хафез аль-Асад. С 2000 года руководство партией осуществлялось его сыном Башаром аль-Асадом (руководил сирийским отделением Баас) и Абдуллой аль-Ахмаром (возглавляет панарабскую национальную организацию Баас). После захвата власти в Сирии силами оппозиции региональное отделение Баас объявило 11 декабря 2024 года о прекращении своей деятельности на неопределённый срок, а 29 января 2025 года новые власти Сирии объявили о роспуске партии.

## Конституция. Места в парламенте
Официальный лозунг сирийского ответвления Баас — «Единство, свобода, социализм», который закреплён в конституции страны. Восьмая статья конституции Сирии указывала, что ведущая роль в государстве и в обществе Сирии принадлежит партии Баас. Она возглавляла Национальный прогрессивный фронт с целью объединить народные массы и призвать их к выполнению целей, стоящих перед арабской нацией. Сирийская конституция была принята в 1973 году. В Конституции не сказано открыто, что президент государства должен обязательно принадлежать к сирийскому отделению партии Баас, однако в соответствии с уставом Национального прогрессивного фронта предполагается, что президент и секретарь партии должны также являться лидерами НПФ. Партия доминировало в парламенте САР с 1963 года, после Революции 8 марта. На протяжении всех парламентских выборов в Сирии сирийское региональное отделение партии БААС традиционно завоёвывало парламентское коалиционное большинство в 167 мест и более. В 2003 году по итогам парламентских выборов партия получила 135 мест в Меджлисе аш-Шааб. В середине 2000-х годов по стране насчитывалось примерно 800 000 членов партии, а основными печатными органами Баас в Сирии являлись газеты Al-Ba’ath и Al-Thawra.

## Конгрессы партии
В состав Сирийского регионального правления (СРП) Баас входил 21 член. С 1987 года СРП включало в себе трёх вице-президентов Сирийской Арабской республики, премьер-министра страны, министра обороны, командующего генерального штаба страны, спикера Народного совета Сирии, а также секретарей партийных организаций в Хаме и Алеппо, также как и глав партбюро профсоюзов, а также экономики и высшего образования. Седьмой конгресс сирийского регионального отделения Баас состоялся в январе 1980 года. В ходе конгресса был сформирован новый партийный институт — Центральный комитет, который должен исполнять роль связующего органа в отношениях между правлением и региональными ветвями партии. В Центральном комитете 75 членов. В ходе этого же конгресса была сформирована особая Инспекция. Во время восьмого конгресса было решено расширить количество членов ЦК до 95 человек. В число полномочий Центрального комитета были включены выборы регионального правления, в то время как раньше выборами и утверждением СРП занимались участники регионального конгресса.

## Ответвления партии
Партия имело 19 ответвлений по стране: по одному в каждой из тринадцати мухафаз, а также одно в Дамаске, одно в Алеппо и по одному в каждом из четырёх государственных вузов. В большинстве случаев губернатор мухафазы, шеф полиции, мэр города-центра мухафазы, а также другие высокопоставленные чиновники в губернской или муниципальной иерархии являлись членами правления местной ветви БААС.

## Частотность проведения конгресса
Сирийский региональный конгресс проводился каждый четыре года. Несмотря на то, что все мероприятия на конгрессе заранее строго регламентированы и тщательно спланированы, в последнее время в ходе конгрессов происходили серьёзные дебаты по поводу экономических вопросов и вопросов общественного устройства. Впрочем, официальная критика в отношении экономической стагнации прозвучала на съезде сирийского отделения Баас в 1985 году, на котором присутствовал 771 человек.

## Партийные ячейки в вооружённых силах страны
Партия также обладало внутренними структурами в среде сирийских вооружённых сил. Представители гражданского и военного секторов партии встречались только в ходе заседаний и мероприятий регионального уровня, в то время как военный сектор был представлен в региональном правлении и традиционно отправляли своих делегатов для участия в региональных конгрессах. Военный сектор партии разделён на ответвления, которые действуют на уровне батальонов. Глава военного ответвления партии называется tawjihi («вождь», «ведущий»).

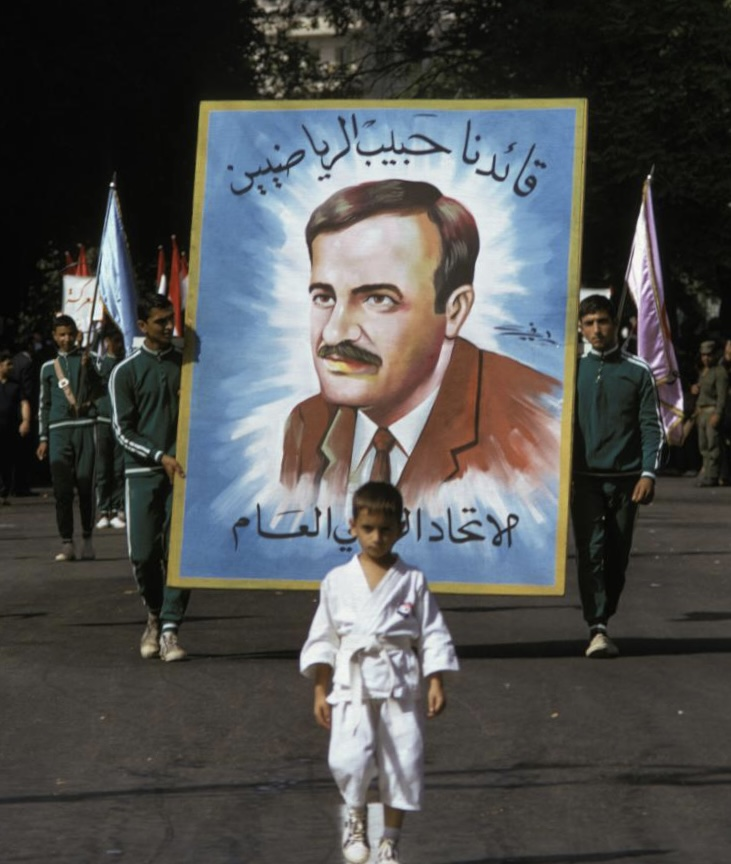
Сирийцы несут портрет президента Асада во время митинга

Закон о безопасности партии был принят в 1979 году. В соответствии с формулировками данного закона, отклонения от линии партии и атаки на неё были подвергнуты криминализации. Закон был принят в рамках внутренней идеологической борьбы с праворадикальными исламистским группировками, которые проявляли диверсионную активность в конце 1970-х годов, угрожая в том числе и государственной стабильности.

## Координационные центры Баас
Партия обладала тремя центрами, которые осуществляют координационную деятельность в общественных организациях: Бюро народных организаций (которое координирует деятельность вооружённых групп народной милиции, а также Союз революционной молодёжи и Генеральный союз сирийских женщин); Бюро рабочих (которое координирует генеральную федерацию сирийских профсоюзов) и крестьянское бюро (ответственное за деятельность крестьянской федерации). Дети имели возможность присоединяться к авангарду партии уже в школьном возрасте (есть разделение на авангард мальчиков и девочек). Участники авангарда могли посещать военизированные летние лагеря на культурно-образовательной основе, которые находились под управлением представителей вооружённых сил Сирии. В середине 1970-х годов в условиях ухудшения внутриполитической ситуации и усугублением внешней угрозы в связи с возрастанием движений радикально-исламистского толка, состоялась кампания по мобилизации крестьян из крестьянской федерации.

## Система политпросвещения
Партия руководила собственной системой политпросвещения, включая Высший политический институт. В Дамасском университете была специальная программа аспирантуры, основанная на политических знаниях, которую курировало Баас.

## Миграция Абдель Халима Хаддама
Член Национального правления партии и Центрального комитета авторитетный сирийский политический деятель Абдель Халим Хаддам был отправлен в отставку с середины 2005 года, после чего с разрешения Башара Асада уехал в эмиграцию в Париж. С января 2006 года возглавил «сирийское правительство в изгнании» и теперь находится в оппозиции по отношению к стратегии сирийского регионального отделения Баас.